# Jan Hammer
Jan Hammer (Praga, 17 d'abril de 1948) és un compositor i teclista txec.
La seva música, fortament basada en les arrels del jazz i rock clàssics, mira cap al futur del so sintetitzat, electrònic, la televisió i l'animació. La seva carrera s'estén des d'inicis dels 70 fins a l'actualitat. Ha guanyat diversos premis Grammy.
És probablement més conegut per haver estat teclista de Mahavishnu Orchestra en els inicis dels 70, així com per haver estat el compositor del tema Miami Vice i Crockett s Theme, de la popular sèrie televisiva Miami Vice.
Jan ha col·laborat amb alguns dels músics més influents de l'era, com Jeff Beck, Al Di Meola, Mick Jagger, Carlos Santana, Stanley Clarke, Neal Schon i Elvin Jones, entre d'altres. Ha compost i produït almenys 14 bandes sonores, la música de 90 episodis de Miami Vice, 20 episodis de la popular sèrie anglesa Chancer i la música per Beyond the Mind's Eye, un dels vídeos musicals amb millors vendes de la història en el Billboard Chart.

## Biografia
La mare de Jan, era la famosa cantant de jazz Vlasta Průchová i el seu pare Jan Hammer Sr. era metge i músic de jazz. Després d'una infància plena de música, va ingressar a l'Acadèmia d'Arts Escèniques de Praga. Quan la Unió Soviètica va envair Txecoslovàquia el 1968, va interrompre els seus estudis a l'acadèmia i es va traslladar als Estats Units, després d'acceptar una beca al "Berklee College of Music" de Boston. Fins i tot abans de la seva marxa, però, als disset anys, va compondre la música i les cançons per al llargmetratge de contes de fades "The Crazy Sad Princess".
Després d'acabar els seus estudis a Boston, es va traslladar al Baix Manhattan, on el 1971 es va unir a la nova orquestra Mahavishnu de John McLaughlin. En dos anys, el grup va vendre més de dos milions de discs. La banda es va dissoldre el 1973. Després va invertir una quantitat important dels seus estalvis en la construcció del seu propi complex d'enregistraments "Red Gate Studio" a Nova York, que va ajudar a la seva carrera en solitari. Va continuar gravant amb molts músics reconeguts de l'època, com Joni Mitchell, Mick Jagger i Steve Lukather.
El 1984, els productors de la sèrie de televisió "Miami Vice" van demanar a Hammer que compongués música per a cada episodi de la sèrie. Jan va estar d'acord, i el 1985 el seu tema principal de la sèrie va arribar al número u al Billboard Hot 100. "Miami Vice Theme" va romandre al capdavant de les llistes dels EUA durant 12 setmanes, guanyant un disc de platí quàdruple i dos premis Grammy.
El 1989, va llançar l'àlbum Snapshots, que també incloïa la cançó "Too Much to Lose". Es va gravar un videoclip per a la cançó, en el qual, a part de Hammer, també toquen David Gilmour de Pink Floyd, Ringo Starr i Jeff Beck.